# アンティグア・バーブーダ

アンティグア・バーブーダ
Antigua and Barbuda

国の標語：Each Endeavouring, All Achieving
（英語: 各々の努力が全体の成功へ）
国歌：Fair Antigua, We Salute Thee（英語）
麗しきアンティグア、我ら汝に敬礼せん

アンティグア・バーブーダ（英語: Antigua and Barbuda）は、カリブ海東部の小アンティル諸島にある島国。アンティグア島、バーブーダ島、レドンダ島を領土とする。首都はセントジョンズ。人口は約9.9万人。
イギリス連邦加盟国であり、英連邦王国の一国である。

## 国名
正式名称は英語で Antigua and Barbuda [ænˈtiːɡə ənd bɑrˈbjuːdə] ( 音声ファイル)で、Barbudaの発音はバービューダ。
日本語の表記はアンティグア・バーブーダ。「アンチグア・バーブーダ」という表記も使われる。
国名は、2つの主な島、アンティグア島とバーブーダ島の名前を合わせたものである。

## 歴史
1493年にクリストファー・コロンブスに発見され、セビリアの教会にちなんで名づけた。アンティグア島はスペイン、次いでフランスの植民地となった後、1667年にイギリスの植民地となる。バーブーダ島は1628年以来、イギリスのコドリントン家の私有財産だったが、1860年にアンティグア島と共にイギリスが併合。
1941年にアメリカ合衆国が軍事基地を建設。1958年には西インド連邦に加盟した。1962年の連邦解体後、1967年に至り自治権を得る。1972年には近隣諸国に対抗できず、砂糖の産業を中止。イギリス領の残留を望んでいたバーブーダ島の分離派が独立に反発していたが、1981年に英連邦王国の一国として独立した。 1983年にアメリカのグレナダ侵攻に参加した。1994年、自治領時代から長く首相だったヴェア・バードが公職より永久追放される。子息のレスター・バード外相を後継首相に選出するも2004年の下院選で野党統一進歩党が過半数を占め、独立以来初めて、自治領統治時代からは28年ぶりの政権交代を行う。
2017年9月6日に観測史上最大級の勢力を持つハリケーン・イルマがカリブ海を直撃し、アンティグア・バーブーダも9割以上が瓦礫と化す被害を受けた。

## 政治
アンティグア・バーブーダはイギリス連邦に属し、国家元首たるアンティグア・バーブーダ国王はイギリス国王である。国王の代理として総督が置かれている。行政権を執行しているのは首相であり、政府の代表でもある。通常、首相は下院の多数党の党首が選出される。下院は17名で構成されており、5年ごとに改選される。上院も17名で構成され、議員は総督によって指名される。
なお、ガストン・ブラウン現首相は2022年9月11日に、2023年の選挙で再選された場合に共和制へ移行するかを問う国民投票を実施する方針である、と述べている。
歴代国王（女王）
- エリザベス2世 (1973年7月10日 - 2022年9月8日)
- チャールズ3世(2022年9月8日 - )

### 外交
アンティグア・バーブーダは、米州ボリバル同盟に加盟している。

## 軍事
小規模な国防軍を保有しており、陸軍135人、沿岸警備隊65人、航空団(2022年新設)人員不明から成る。この他に予備役が70人いる。地域安全保障システムの加盟国でもある。
このほかに、アンティグア島内にアメリカ戦略軍のレーダー施設が存在している。

## 地方行政区分

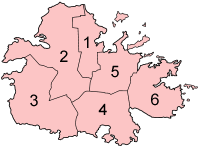
アンティグア島の地方行政区分

アンティグア・バーブーダの行政区分は、6つの行政教区（parish）と2つの属領区（dependency）からなる。
アンティグア島は6つの教区に分かれている。
1. セント・ジョージ教区
2. セント・ジョン教区
3. セント・メアリー教区
4. セント・ポール教区
5. セント・ピーター教区
6. セント・フィリップ教区

バーブーダ島とレドンダ島はそれぞれ属領区である。

## 地理

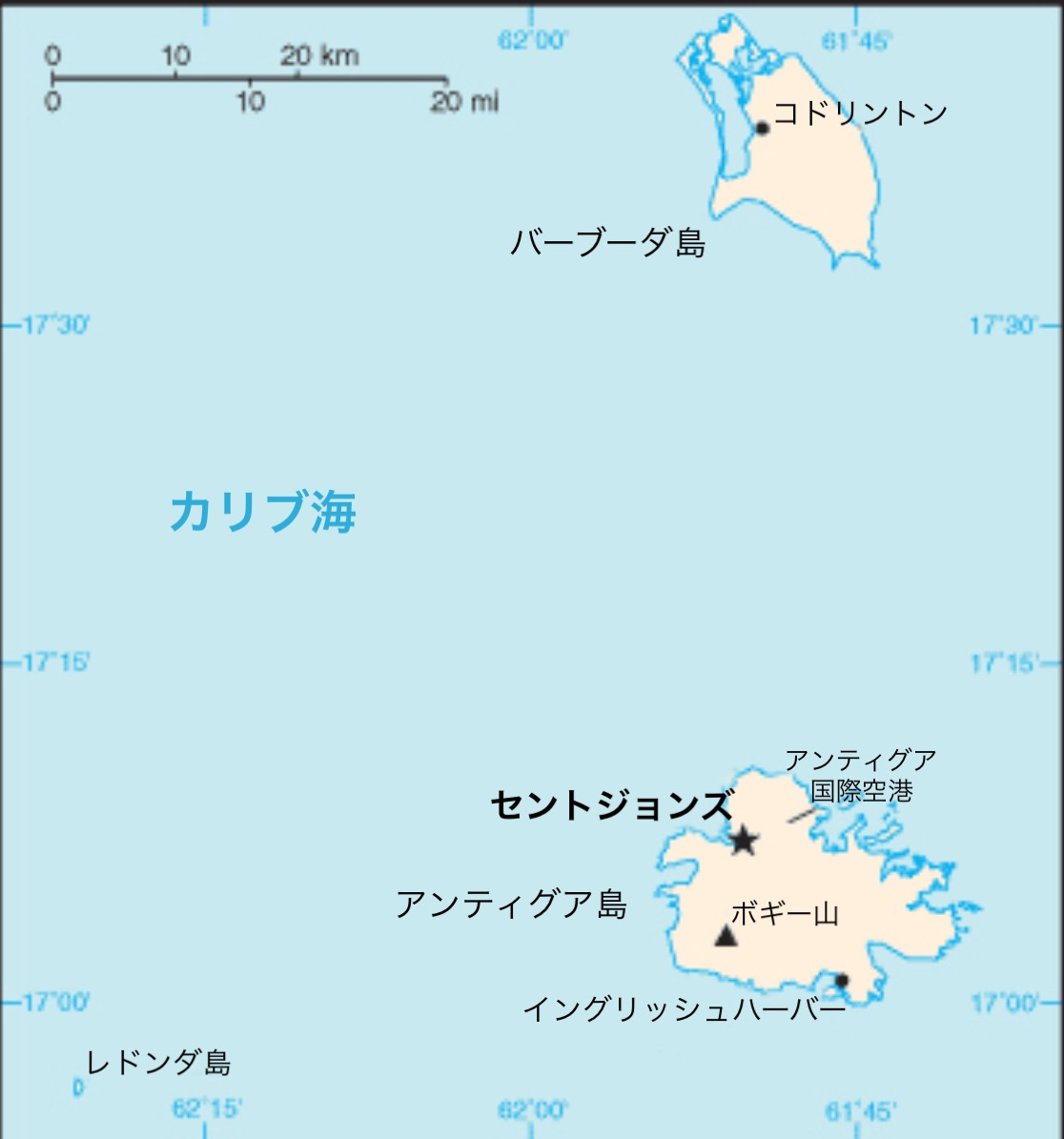
アンティグア・バーブーダの地図

島国であり平たんな国ゆえに雨が降らず、いつも水不足に悩まされている。海を隔てて南にフランス領グアドループ、南西にイギリス領モントセラト、西にセントクリストファー・ネイビス、北西にフランス領サン・バルテルミーが存在する。
アンティグア・バーブーダは、アンティグア島、バーブーダ島、レドンダ島の3島と、いくつかの小島で成り立っている。島の多くは低地であり、最高点のボギー山（2009年から2015年まで、オバマ山の名）の標高も395mに過ぎない。アンティグア島とバーブーダ島との周囲には危険な岩礁が点在しており、昔から海の難所だったと言われている。1695年以来、難破した船は150隻近くになると言われている。
熱帯性の気候であり、気温の変化は大きくない。降水量に関しては西インド諸島の島としては少なく、1,000mm程度にとどまる。雨季は5月から11月である。

### 気候
年間平均降水量は990mm（39インチ) だが、その量は季節によって大きく異なる。一般に最も雨が多い時期は9月から11月。島々は一般的に湿度が低く、干ばつが繰り返し発生する。気温は平均27℃（80.6°F)、冬は23℃ (73.4°F) ～ 29℃ (84.2°F)、冬は25℃ (77.0°F) ～ 30℃ (夏と秋は86.0°F）。最も涼しい期間は12月から2月。

### 天災
ハリケーンの襲来は、平均して年に1回である。
2017年9月6日に襲来したハリケーン・イルマは、カテゴリー5に属する超大型ハリケーンであった。バーブーダ島の建造物の95%が被害を受け、約1,800人がアンティグア島に避難した。唯一ハリケーンに耐えた家屋が、JICAが無償資金協力で建設した水産施設で、全島避難後、水産施設は警察のベース基地となっていた。

## 経済

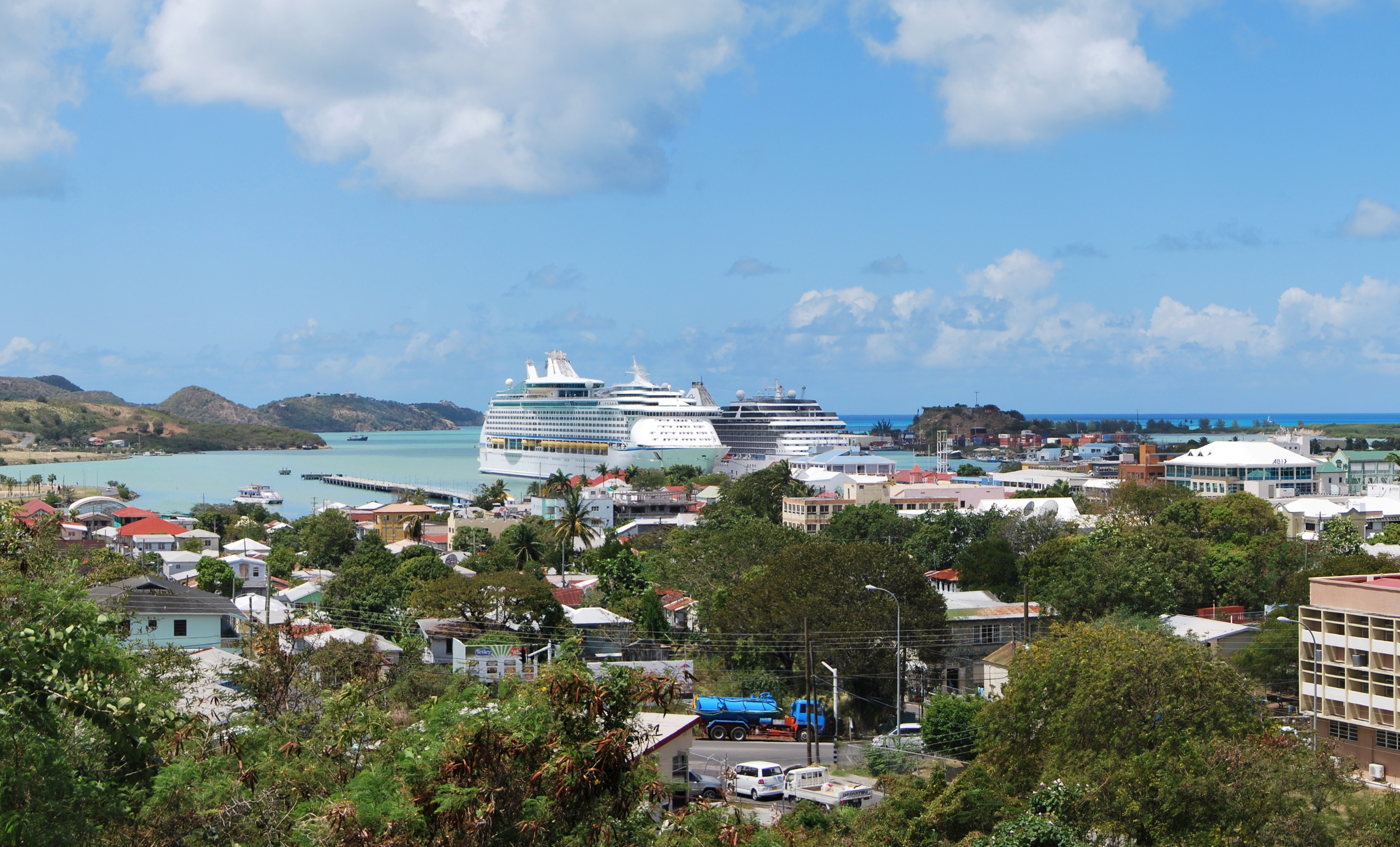
首都セントジョンズ

1990年代にハリケーンなどの災害により経済が低迷した。近年はオンラインカジノ事業が主要な収入のひとつになっているが、2003年にアメリカが違法化するとWTOに協定違反として提訴した。農林水産業では、サトウキビ栽培のほかヒツジやヤギを中心とした牧畜が盛んである。工業は食品加工業と各種組み立て加工業のみが見られる。鉱物資源は存在しない。IT企業として著名なスライソフト社の本社がある。
貿易は大幅な赤字であり、1999年時点で輸入4億1400万ドルに対し、輸出は3800万ドルにとどまる。主な輸入品は自動車、石油製品、機械である。食品の輸入も多い。電気や化石燃料も輸入に頼っているため、生活費が高額になりやすい。貿易相手国は金額ベースで約5割をアメリカが占め、次いで日本、イギリスである。主な輸出品は電気機械、鉄鋼、自動車である。輸出相手国はアメリカ、イギリス、セントクリストファー・ネイビスである。

### 観光
主要産業は観光。観光業に大きく依存しており、GDPの80％を占めている。アンティグア・バーブーダには365のビーチがあるといわれるほど、きれいなビーチに囲まれている。
バーブーダ島には、Princess Diana Beachと呼ばれるビーチがある。その名の通り、ダイアナ妃が日常の雑踏から離れ、ゆっくりと過ごすために、休暇で訪れていたことから命名された。

### 交通
- VCバード国際空港

## 国民

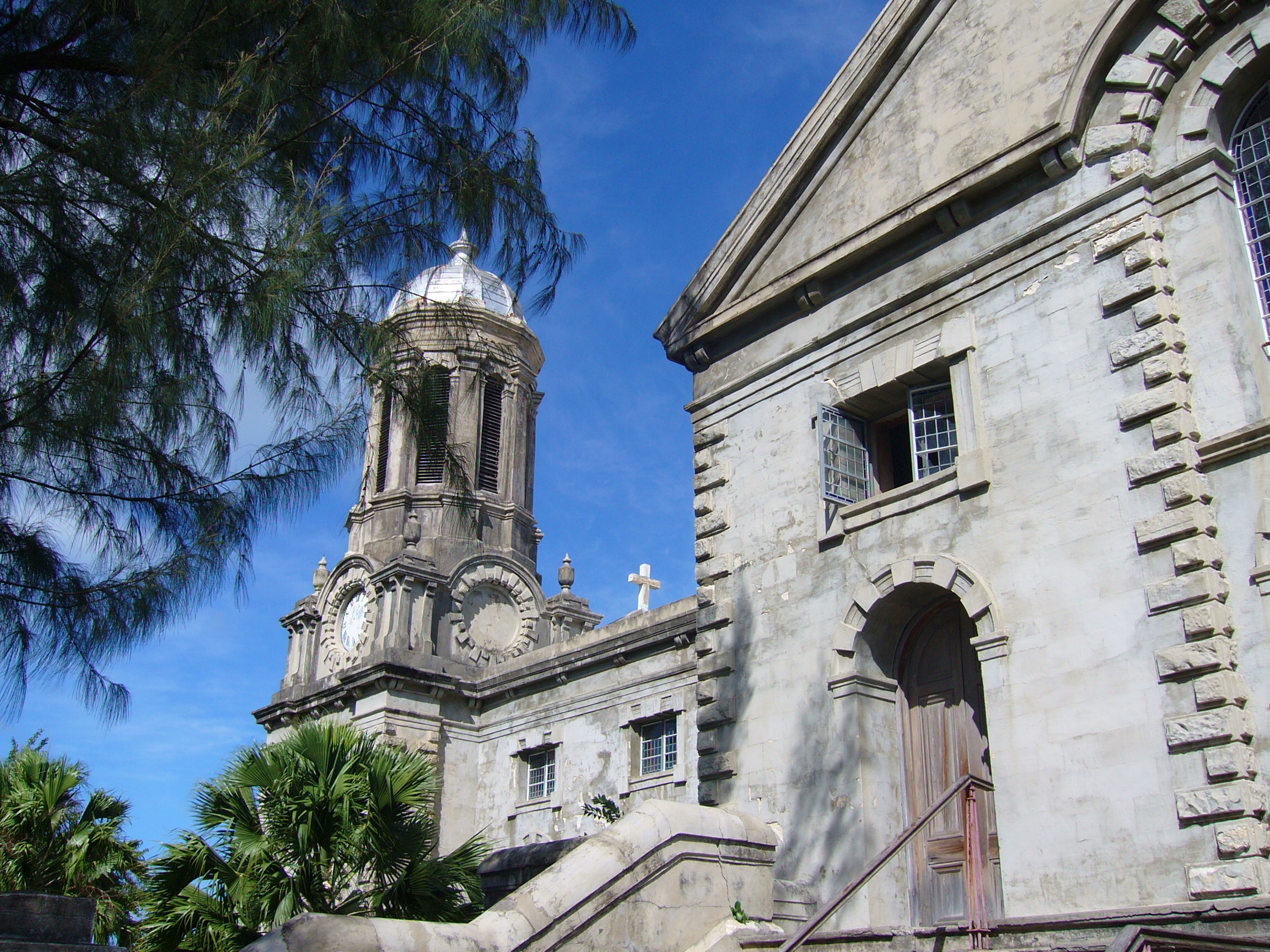
セントジョンズ大聖堂

ほとんどの住民が砂糖プランテーションで働いていたアフリカ系奴隷の子孫である。その他にイギリス人、ポルトガル人などもいる。
公用語は英語である。現地の住民の間ではパトワと呼ばれるクレオールの一種が使われる。
海外に住む人口の割合がますます増加しており、特に英国 (アンティグア系英国人)、米国、カナダに住んでいる。アンティグア住民の少数は他国、特にドミニカ、ガイアナ、ジャマイカからの移民であり、ドミニカ共和国、セントビンセントおよびグレナディーン諸島、ナイジェリアからの移民も増えている。また、推定4,500人のアメリカ国民がアンティグア・バーブーダに定住しており、その数は英語圏東カリブ海地域で最大のアメリカ人人口の1つとなっている。人口の68.47%はアンティグア・バーブーダで出身である。

### 言語
ビジネスで最もよく使われる言語は英語である。アンティグアのアクセントとバーブーダのアクセントの間には顕著な違いがある。アンティグア クレオールと比較すると、アンティグア バーブーダが独立を達成するまでの数年間、標準英語が選択された言語だった。アンティグア・クレオール言語は、一般に上流階級と中産階級によって軽蔑されている。アンティグア クレオール語は教育システムでの使用が推奨されず、代わりに標準 (イギリス) 英語で指導が行われる。
アンティグア方言で使用されているかなりの数の単語は、イギリス言語とアフリカ言語の両方に由来している。これは、「Innit?」などのフレーズですぐに判る。これは直訳すると「そうですよね？」 ピジン語など、島でよく使われることわざの多くはアフリカにまで遡ることができる。
約 10,000 人がスペイン語を話すことができる。

## 文化

### 音楽
世界的なギタリストであるエリック・クラプトンが、1998年に薬物中毒更生施設「クロスロードセンター」を開設した。

### 文学
アンティグア・バーブーダ出身の著名な作家としては、アメリカで活動するジャメイカ・キンケイドが挙げられる。

### 祝祭日
| 日付                    | 日本語表記                | 現地語表記       | 備考 |
| ----------------------- | ------------------------- | ---------------- | ---- |
| 1月1日                  | 元日                      | New Year's Day   |      |
| 移動祝日                | 聖金曜日                  | Good Friday      |      |
| 移動祝日                | イースター・マンデー      | Easter Monday    |      |
| 5月最初の月曜日         | メーデー                  | Labour Day       |      |
| 6月最初の月曜日         | 聖霊降臨節の月曜日        | Whit Monday      |      |
| 7月最初の月曜日         | カリブ共同体(CARICOM)の日 | CARICOM Day      |      |
| 8月最初の月曜日と火曜日 | サマー・カーニバル        | Summer Carnival  |      |
| 11月1日                 | 独立記念日                | Independence Day |      |
| 12月25日                | クリスマス                | Christmas Day    |      |
| 12月26日                | ボクシング・デー          | Boxing Day       |      |

### スポーツ
クリケット
アンティグア・バーブーダでは、クリケットが最も人気のスポーツとなっている。他のカリブ海諸国などとの多国籍チームの西インド諸島代表として国際試合を行っており、過去にはワールドカップで2度の優勝経験をもつ。同国出身のヴィヴ・リチャーズは、クリケットの長い歴史においても世界を代表する選手の一人である。
サッカー
アンティグア・バーブーダでもサッカーは盛んであり、1968年にサッカーリーグのプレミアディヴィジョンが創設された。アンティグア・バーブーダサッカー協会によって構成されるサッカーアンティグア・バーブーダ代表は、クリケットスタジアムであるサー・ヴィヴィアン・リチャーズ・スタジアムを本拠地として使用している。なお、これまでにFIFAワールドカップやCONCACAFゴールドカップへの出場経験はない。